# Marrasquino
El marrasquino o marasquino és una licor molt delicada, incolor, un xic viscosa, dolça i fragant.
Es fa d'una varietat de cireres anomenades cireres marasques a les quals s'afegeix sucre, ametlles i mel. S'elabora especialment a Zadar, població de Dalmàcia, Croàcia d'on ve el més estimat. També es produeix a Torreglia (prop de Pàdua, Itàlia).
El marrasquino combina particularment bé amb certes darreries com la macedònia de fruites. Sol usar-se per a macerar cireres, per la qual cosa es fa dir cireres al marrasquino en cocteleria i rebosteria.
També s'empra en alguns còctels com ara en una variant del Manhattan dita Sweet Manhattan o Manhattan dolç.
El destil·lat es madura durant almenys dos anys en tines de fusta de freixe, puix que aquesta fusta no transfereix la color a la licor. Després és diluït i ensucrat.

## Marques històriques de marrasquino en Zadar (abans de 1943)
- Maraschino Luxardo (1821)[2]
- Distilleria Romano Vlahov[3]
- Fabbrica Maraschino Drioli Salghetti (1759-1943)[4]
- Fabbrica Maraschino Stampalia
- Distilleria Calligarich
- Distilleria Millicich
- Distilleria Magazzin
- Distilleria Stanich